# La Journée des animaux
La Journée des animaux (Dierendag) est un mini-récit de cinq planches de la série de bande dessinée néerlandaise Franka créé par Henk Kuijpers. Il a été publié d'abord sous le titre Dierenwinkel dans l'hebdomadaire néerlandais Eppo no 40 en 1979, puis édité dans le cinquième tome, Circus Santekraam en 1981.
En France, il est imprimé dans l'hebdomadaire Spirou no 2345 du 24 mars 1983, avant d'être édité par Dupuis dans l'album Drôle de cirque.

## Descriptions

### Synopsis
À la veille de la Journée des animaux dans le centre-ville de Groterdam, Franka se trouve dans un magasin pour animaux, dont le propriétaire ivre et impoli fait effrayer[pas clair] ses animaux de compagnie…

### Personnages
- Franka
- Bars, le chien de Franka.

### Lieu fictif
- Groterdam

## Développement

### DuEppoà Oberon
Le récit a été publié dans le magazine Eppo du no 40 en 1979 sous le titre originel de Dierenwinkel. L'éditeur l'édite en 1981 sous un nouveau titre, Dierendag, dans le cinquième tome de la série, Circus Santekraam.

### DuSpirouau Dupuis
Traduit en français, La Journée des animaux est lu dans Spirou du no 2345 du 24 mars 1983. Il est accompagné dans l'album Drôle de cirque publié par Dupuis.

## Annexe